# Detvianska Huta
Detvianska Huta este o comună slovacă, aflată în districtul Detva din regiunea Banská Bystrica. Localitatea se află la altitudinea de 820 m deasupra n.m., se întinde pe o suprafață de 14,31 km2 și în 2017 număra 695 de locuitori.

## Istoric
Localitatea Detvianska Huta este atestată documentar din 1670.

## Demografie
| An:                | 1994 | 2004   | 2014   | 2024   |
| ------------------ | ---- | ------ | ------ | ------ |
| Număr de persoane: | 820  | 756    | 704    | 689    |
| Diferență:         |      | −7,80% | −6,87% | −2,13% |

| An:                | 2023 | 2024   |
| ------------------ | ---- | ------ |
| Număr de persoane: | 685  | 689    |
| Diferență:         |      | +0,58% |